# 喬·戴維斯鎮區 (明尼蘇達州法里博縣)
喬·戴維斯鎮區（英語：Jo Daviess Township）是位於美國明尼蘇達州法里博縣的一個行政鎮區。此地得名自於蒂珀卡努战役中陣亡的律師及將軍Joseph Hamilton Daveiss。

## 地方資料
喬·戴維斯鎮區的面積為92.87平方千米，當中陸地面積為92.75平方千米，而水域面積為0.12平方千米。根據2020年美國人口普查的數據，當地共有人口221人，而人口密度為每平方千米2.38人。